# Episodi di Zoey 101 (terza stagione)
La terza stagione della serie televisiva Zoey 101 è stata trasmessa negli Stati Uniti su Nickelodeon dal 24 settembre 2006 al 4 gennaio 2008, mentre in Italia è stata trasmessa dal 16 aprile 2007 sempre su Nickelodeon e successivamente in chiaro su Italia 1.
Nota: a partire da questa stagione Alexa Nikolas non fa più parte del cast principale.
| n° | Titolo originale        | Titolo italiano                          | Prima TV USA      |
| -- | ----------------------- | ---------------------------------------- | ----------------- |
| 1  | Surprise                | La notizia di Chase                      | 24 settembre 2006 |
| 2  | Chase's Girlfriend      | La ragazza di Chase                      | 1º ottobre 2006   |
| 3  | Hot Dean                | Il nuovo preside                         | 22 ottobre 2006   |
| 4  | Zoey's Tutor            | Il tutor di Zoey                         | 5 novembre 2006   |
| 5  | The Great Vince Blake   | Il grande Vince Blake                    | 12 novembre 2006  |
| 6  | Silver Hammer Society   | La Società dei Martelli d'Argento        | 26 novembre 2006  |
| 7  | Michael Loves Lisa      | Michael innamorato                       | 7 gennaio 2007    |
| 8  | Wrestling               | Il torneo di wrestling                   | 4 marzo 2007      |
| 9  | Zoey's Balloon          | Il palloncino di Zoey                    | 11 marzo 2007     |
| 10 | Chase's Grandma         | Una festa dal sapore amaro               | 18 marzo 2007     |
| 11 | Quarantine              | L'appuntamento                           | 25 marzo 2007     |
| 12 | The Radio               | La radio                                 | 18 luglio 2007    |
| 13 | Paige at PCA            | Una rivale per Quinn                     | 10 agosto 2007    |
| 14 | Dance Contest           | Gara di ballo                            | 16 settembre 2007 |
| 15 | Favor Chain             | Favori a catena                          | 23 settembre 2007 |
| 16 | Zoey's Ribs             | Le costate di Zoey                       | 29 settembre 2007 |
| 17 | The Curse of PCA Part 1 | La maledizione della PCA - prima parte   | 13 ottobre 2007   |
| 18 | The Curse of PCA Part 2 | La maledizione della PCA - seconda parte | 13 ottobre 2007   |
| 19 | Drippin' Episode!       | Il nuovo slang                           | 21 ottobre 2007   |
| 20 | Son of a Dean           | Un sorteggio... sospetto                 | 4 novembre 2007   |
| 21 | Hands on a Blix Van     | Chi la dura la vince                     | 18 novembre 2007  |
| 22 | Miss PCA                | Miss PCA                                 | 2 dicembre 2007   |
| 23 | Logan Gets Cut Off      | Il guaio di essere ricchi                | 9 dicembre 2007   |
| 24 | Goodbye Zoey? Part 1    | Arrivederci, Zoey - prima parte          | 4 gennaio 2008    |
| 25 | Goodbye Zoey? Part 2    | Arrivederci, Zoey - seconda parte        | 4 gennaio 2008    |

## La notizia di Chase
- Titolo originale: Surprise
- Diretto da: Adam Weissman
- Scritto da: Dan Schneider

### Trama
È iniziato un nuovo anno alla PCA. Chase arriva in compagnia di una nuova ragazza e incontra Michael e Logan che litigano per chi quest'anno dormirà nel letto singolo. Chase propone di fare una corsa, ma i due amici arrivano nello stesso istante e provano a giocarsi il letto mangiando peperoncino. Zoey rivede Lola ma quest'anno Nicole non sarà a scuola con loro perché in cura in un istituto femminile. Convinte che staranno in camera da sole, Zoey e Lola raggiungono Coco e la trovano a litigare con Quinn perché, secondo il parere di quest'ultima, Coco le ha assegnato una camera che non esiste e deve rimediare. Coco decide di sistemarla con Zoey e Lola, sebbene esse siano tutt'altro che tranquille. Mentre sistemano le loro cose in camera, Chase viene a salutarle e chiede a Zoey di parlare loro due soli. Zoey accetta ma Lola e Quinn cominciano a credere che Chase voglia dichiararsi a Zoey e lo riferiscono all'amica, che si incaponisce ad affermare che Chase non provi niente per lei se non sentimenti di amicizia. Intanto Michael e Logan decidono di giocarsi il tanto amato letto singolo a boxe, ma nel bel mezzo dell'incontro arriva Dustin che, pensando si tratti di una rissa, li sprona a lasciarsi e a giocarsi il letto a testa o croce. Vince Michael, ma Logan ha modo di riscattarsi stendendo all'improvviso Michael con un cazzotto. Zoey e Chase escono a chiacchierare ma quando quest'ultimo sta per dirle ciò di cui voleva parlare Zoey riceve una telefonata da Lola che le chiede di venire in camera perché ha fatto cadere l'alveare portatile di Quinn e ci sono api dappertutto. Zoey rimanda la conversazione con Chase e va al dormitorio, dove poi entra anche Coco con del cibo attraendo le api che la seguono quando esce. Tornata la quiete, Quinn e Lola vogliono sapere se Chase si è dichiarato e Zoey, spazientita, decide di andare di persona a chiedere a Chase se è innamorato di lei. Entra di colpo in camera di Chase ma lo trova a baciarsi con la sua nuova ragazza Rebecca.
- Guest Star: Daniella Monet (Rebecca)

## La ragazza di Chase
- Titolo originale: Chase's Girlfriend
- Diretto da: Steve Hoefer
- Scritto da: Steve Holland

### Trama
Dopo l'entrata a sorpresa di Zoey in camera di Chase, questi le presenta Rebecca e lei va a raccontarlo alle amiche Lola e Quinn, che si mostrano sconvolte e prevenute su Rebecca. Zoey però le rassicura spiegando loro che non è gelosa, anzi è felice per Chase. Le due amiche non sono convinte ma il giorno dopo a pranzo incontrano la ragazza insieme a Chase e la trovano simpatica. Logan chiede se qualcuno gli può dare una mano per un suo grave problema: non gli viene più neanche un tiro libero. Si offre Quinn, ma Logan rifiuta il suo aiuto. Quinn si arrabbia ricordandosi di quando, da piccola, veniva presa in giro nello stesso modo, ma non lo dà a vedere più di tanto. Quel pomeriggio, all'allenamento di basket, l'allenatore minaccia Logan di metterlo fuori squadra se non si decide a mandare la palla a canestro. Logan, rimasto da solo, tenta invano di tirare; arriva Quinn che al primo colpo manda la palla nel canestro. Logan si ricrede su di lei e le chiede una mano. Quinn allora lo allena a inseguire una gallina finta su una macchinina telecomandata, spiegando che questo esercizio migliora l'equilibrio e l'agilità. Intanto al dormitorio Rebecca entra nella stanza di Zoey e le chiede informazioni sul suo rapporto con Chase. Zoey risponde che è il migliore amico che lei abbia mai avuto, ma Rebecca le ordina di farla finita con la loro amicizia. Zoey rimane sconvolta ma non controbatte; quando però Quinn e Lola rientrano racconta loro l'accaduto. Il giorno dopo Quinn riprende l'allenamento di Logan e lo mette davanti a una macchina spara palline da tennis, per migliorare la coordinazione dell'amico. Infine, lo fa girare per il campus con un vestito da donna, sostenendo che un problema nei tiri è che il giocatore si senta osservato, sbagliando quindi a tirare. Tornati sul campo da basket, Logan riprova a tirare ma con rancore vede che l'allenamento di Quinn non l'ha per niente aiutato. Molto arrabbiato, si sfoga con lei ripensando alle cose imbarazzanti che ha dovuto fare, e che si sono rivelate inutili. Quinn con calma gli suggerisce allora di provare a piegare il gomito quando tira. Logan prova e questa volta riesce a mandare la palla nel canestro. Intanto il cartone di Chase e Michael è stato accettato e Chase cerca Rebecca per informarla. Ignaro del fatto che la sua ragazza ha detto a Zoey di stargli alla larga, incontra quest'ultima e le racconta. Zoey è così felice che lo abbraccia, poi lui la lascia per andare a riferirlo a Rebecca. Quando la trova e la informa, anche lei lo abbraccia e, divertita, gli chiede come mai ha un profumo da donna. Chase risponde che dev'essere quello di Zoey che lo ha abbracciato. Rebecca però si arrabbia perché non riesce a credere che Chase l'abbia detto prima a Zoey che a lei e gli intima di non parlare più con l'amica. Chase, scosso, quella sera va a parlare con Zoey e le spiega che la sua ragazza non vuole che siano amici finché stanno insieme. Zoey risponde che lo sa già perché il giorno prima Rebecca è venuta da lei a dirle la stessa cosa, e aggiunge che le va bene perché la cosa più importante per lei è che il suo amico sia felice. Chase è d'accordo con Zoey, e all'improvviso la informa che per questo l'ha mollata.
- Guest Star: Daniella Monet (Rebecca)

- Nota: in questo episodio è assente Dustin Brooks.

## Il nuovo preside
- Titolo originale: Hot Dean
- Diretto da: Michael Grossman
- Scritto da: Steve Holland

### Trama
Il preside Rivers viene colpito da un aereo giocattolo di Dustin e i suoi amici, modificato da Quinn. Durante l'assenza di Rivers, ad occupare il suo posto arriva un certo preside Taylor che suscita subito scalpore tra le ragazze per il suo fascino. Zoey, Quinn e Lola però hanno altro a cui pensare: Coco, la loro responsabile di dormitorio, è stata lasciata per l'ennesima volta dal suo fidanzato Karl e continua a star loro addosso lamentandosi di lui e sperando che la richiami per rimettersi insieme. Lola e Quinn combinano un guaio apposta per andare a parlare con il preside e scoprono che è single. Chase, Michael e Logan immaginano lui e Coco e si mettono a ridere, ma alle ragazze viene l'idea e combinano una cenetta romantica al Sushi Rox fra il preside e la loro responsabile di dormitorio. La cena si svolge con non pochi problemi e alla fine arriva inaspettatamente Karl che sbraita a Coco che non ha il diritto di uscire con altri uomini solo perché lui l'ha piantata. Coco non è d'accordo e i due cominciano a litigare. Quando il preside Taylor interviene cercando di fermare Karl, questi lo scaraventa addosso a un tavolo mettendolo fuori gioco e si scioglie di fronte a Coco, dicendole che ha bisogno di lei. I due fanno pace e lui la prende in braccio portandola in giro per il campus. Intanto le ragazze approfittano della botta del preside Taylor per stare con lui e farlo rilassare un po' in loro compagnia.

## Il tutor di Zoey
- Titolo originale: Zoey's Tutor
- Diretto da: Michael Grossman
- Scritto da: Steve Holland

### Trama
Zoey, di solito molto brava a scuola, ottiene la prima C che abbia mai preso da quando è all'accademia, nell’odiata chimica. Decide così di rimediare e parla con la professoressa, che le suggerisce di trovare un tutor. Zoey intanto torna al dormitorio dove Quinn sta cercando di catturare un topino bianco che credeva fosse scappato tempo prima da un suo esperimento, ma che ora si è scoperto in camera loro. Zoey scopre che il suo tutor è proprio Logan. I due decidono di tenere tutto segreto e iniziano le ripetizioni, con successo. Diventano molto sospetti e Chase, preoccupato dopo averli visti insieme una sera con Michael, convoca una riunione con Michael, Lola e Quinn, i quali non sembrano preoccupati e sostengono che Zoey e Logan possano stare insieme. Chase, di fronte a quella che sembra l'evidenza, continua a negare la possibilità sostenendo di conoscere i due. Va quindi da Logan e chiede spiegazioni. Il ragazzo, che preferisce vantarsi di stare con Zoey piuttosto che ammettere che è un "secchione" in chimica, mente a Chase dicendo che ora Zoey è la sua ragazza. Chase non vuole crederci e così Logan, senza far sapere niente a Zoey, le parla facendo assistere Chase alla scena. Quello che si dicono tutor e allieva è piuttosto "ambiguo" e Chase si deve rassegnare, ma è arrabbiato e perciò salta fuori dalla siepe in cui si era nascosto e si arrabbia con Zoey. Il discorso di scuse della ragazza viene ancora frainteso da Chase che non scopre la verità e se ne va indignato, ancora convinto che i due stiano insieme. Più tardi Zoey torna in camera, dove ormai Quinn ha rinunciato a catturare il topo perché si è rivelato intelligente e sfugge sempre alle sue trappole. Zoey allora prende un cesto da bucato vuoto e cattura il topo. Arriva Chase, che si scusa per come si è comportato precedentemente. Zoey sgrana gli occhi e gli fa subito capire che non starebbe mai con uno come Logan, ma che lui le dà solo ripetizioni in chimica. Chase, Quinn e Lola prima ridono di Logan avendo scoperto che è un "secchione", poi pensano a un modo per vendicarsi.
- Nota: in questo episodio è assente Dustin Brooks.

## Il grande Vince Blake
- Titolo originale: The Great Vince Blake
- Diretto da: Michael Grossman
- Scritto da: Steve Holland

### Trama
Mentre Zoey, Quinn e Lola si preoccupano delle merendine per niente salutari della macchinetta della scuola, alla PCA tutti parlano di Vince Blake, che oltre ad essere il miglior giocatore di football che l'accademia abbia mai avuto, è un personaggio molto popolare. Tutti lo adorano, perfino i professori, ma Chase è infastidito da questa sua popolarità. Mentre le ragazze con Mark progettano di mettere le "Barrette Luna" nelle macchinette dell'accademia illegalmente, Chase scopre per caso Vince intento a fotografare le domande del prossimo compito in classe. Ne parla a Michael e a Logan, che però sono contro di lui perché a breve ci sarà la finale e per vincere è essenziale che Vince giochi, ma se Chase lo facesse scoprire verrebbe punito e non gli sarebbe permesso di giocare. Chase prova a parlare con Vince, che però si mostra molto tranquillo sapendo che Chase è l'unico a saperlo e se venisse scoperto saprebbe con chi prendersela. Mentre le "Barrette Luna" piacciono a tutti, Chase decide che non dirà niente, ma solo se Vince gli promette di non copiare più. Vince però, ancora sicuro del fatto che Chase non si azzarderà a parlare se lo minaccia, gli dice che copierà ancora. Ma inaspettatamente, mentre tutta la classe fa i complimenti alla "star" che ha preso il massimo dei voti, Chase annuncia che l'ha visto copiare fotografando le domande. Chase inchioda Vince supponendo ad alta voce che il ragazzo non abbia ancora cancellato le foto dal cellulare. Le ragazze intanto chiacchierano quando arriva Stacey che dice che le barrette sono finite. Zoey e Lola sono sospettose e conoscendo Quinn le chiedono perché la gente è così ossessionata dalle barrette: questa dice loro che la gelatina di cactus crea dipendenza, infatti viene rincorsa da tutti gli studenti in crisi d’astinenza. Quella sera, Zoey e Chase chiacchierano al canestro su quello che è successo con Vince, che è stato sospeso e non potrà giocare la finale. Zoey va a dormire e Chase rimane solo, quando arriva la squadra di football pronta a picchiarlo per aver fatto la spia. Ma arrivano Michael, Logan e Mark, pronti a difendere Chase ma alla fine hanno riportato dei lividi e la puntata finisce con Mark incastrato nel canestro di basket.
- Nota: in questo episodio è assente Dustin Brooks.

## La Società dei Martelli d'Argento
- Titolo originale: Silver Hammer Society
- Diretto da: Adam Weissman
- Scritto da: Jeffrey Bushell

### Trama
La Società dei Martelli d'Argento sta scegliendo dei possibili candidati che possano entrare a far parte del loro club. Zoey, Chase, Michael e Lola ricevono l'invito. Chase butta la sua spilla nel cestino perché non ne vuole fare parte e così Logan se ne appropria. All'incontro vengono assegnati i compiti per diventare dei soci ufficiali. Zoey è incaricata di imboccare i soci del club per tutta la settimana, Lola deve fare la ceretta a un socio del club, mentre Michael deve pensare all'igiene orale dei soci del club. Il giorno decisivo viene annunciato che uno di loro dovrà essere eliminato. Allora Zoey decide di andarsene seguita da tutti i ragazzi. Alla fine l'unico ad essere scelto è Logan. Invece Quinn è tormentata da una nuova ragazza dell'Accademia che conosce un suo terribile segreto: Quinn, da bambina, aveva partecipato ad un concorso di bellezza. La nuova ragazza lo rivelerà a Mark facendogli vedere un video dove Quinn ballava con dei nastri. Mark, al contrario di come la pensava Quinn, la prenderà benissimo dicendole che è la più bella ballerina che abbia mai visto.
- Nota: in questo episodio è assente Dustin Brooks.

## Michael innamorato
- Titolo originale: Michael Loves Lisa
- Diretto da: Roger Nygard
- Scritto da: Dan Schneider

### Trama
Michael si prende una cotta per una ragazza di nome Lisa e Zoey, per aiutarlo a conquistarla, la invita ad uno spettacolo dove Michael canterà. Ma Michael si emoziona così tanto, da vomitarle sulle scarpe. Lisa si fidanza con un ragazzo anch'egli vittima degli schizzi di vomito di Michael e quest'ultimo si deprime. Chase e Logan si sfidano con i go-kart e, durante la corsa, Chase perde il controllo del suo go kart andandosi quasi a schiantare su Lisa che però viene salvata all'ultimo momento da Michael. Così i due si fidanzano.
- Nota: in questo episodio è assente Dustin Brooks.

## Il torneo di wrestling
- Titolo originale: Wrestling
- Diretto da: Michael Grossman
- Scritto da: Ethan Banville e Arthur Gradstein

### Trama
Zoey viene obbligata dal suo coach a fare wrestling ma non la fa mai combattere. Il coach allora decide di iscriverla al torneo ma tutti i concorrenti si ritirano e lei passa automaticamente in finale, dove incontra un ragazzo dalla forza brutale che rompe gli occhiali di Quinn. Il coach, spaventato, finge che lei abbia un infortunio ma Zoey decide di combattere per vendicare Quinn. Intanto Lola tenta di diventare telecronista e ci riesce. L'episodio si conclude con Zoey che perde la finale e Logan a letto pieno di lividi, perché per vendicare Zoey aveva cercato di sfidare il ragazzo che aveva causato il trauma cranico a tutti e due.
- Nota: in questo episodio è assente Dustin Brooks.

## Il palloncino di Zoey
- Titolo originale: Zoey's Balloon
- Diretto da: Steve Hoefer
- Scritto da: George Doty IV

### Trama
La professoressa di psicologia dà un compito ai ragazzi, che consiste nello scrivere il loro più grande segreto su un foglio. Tutta la classe si reca nel cortile e i ragazzi attaccano i foglietti con i segreti a dei palloncini, per poi farli volare. Durante la notte, si vede una persona non identificabile che prende il palloncino rosa di Zoey rimasto incastrato tra i rami di un albero. Qualcuno fa passare un biglietto sotto la porta della camera di Zoey, in cui c'è scritto di andare su un sito web: lì appaiono delle scritte minacciose che le intimano di fare tutto quello che viene scritto, altrimenti il suo segreto verrà svelato a tutta l'accademia. Il giorno dopo Zoey si reca nuovamente sul sito e appaiono di nuovo le scritte che le ordinano di vestirsi con un costume da banana e di girare per il campus. Zoey obbedisce in quanto non può permettere che tutti scoprano il suo segreto. Dopo un po' Zoey si convince a confidarsi con le sue amiche. Quinn, Lola e Zoey stanno sveglie tutte la notte per cercare di scoprire chi si nasconde dietro le minacce, ma senza risultati. Zoey allora, affranta, torna sul sito per vedere quale azione imbarazzante le sia stata ordinata. Questa volta le viene chiesto di ballare la Macalana, un ballo molto imbarazzante, all'ora di pranzo davanti a tutto il campus. Intanto, rimaste sole, Quinn e Lola scoprono l'indirizzo da cui provengono i messaggi e bussano alla porta della stanza di Firewire. Questo appena le vede capisce di essere nei guai e cerca di minacciarle con una spada laser giocattolo. Quinn, con la sua mossa segreta, lo addormenta e insieme a Lola lo lega ad una sedia. Quando Firewire si sveglia Quinn e Lola lo minacciano di gettare nell'acido le action figure a cui lui è molto affezionato se non dirà loro chi lo ha incaricato di mandare quei messaggi a Zoey. Dopo aver gettato nell'acido la prima action figure, finalmente Firewire si arrende e confessa: dietro a tutto questo si nasconde Rebecca, l'ex ragazza di Chase, arrabbiata con Zoey per essere stata la causa della rottura con Chase. Proprio mentre Zoey è sul punto di ballare, decide di non dare questa soddisfazione a Rebecca e si rifiuta. Mentre Rebecca sta per rivelare a tutti il segreto di Zoey, prendono la parola a turno alcuni ragazzi che rivelano i loro segreti, ridendoci su. Alla fine Zoey rivela il suo segreto, cioè che la bambina col sedere all'aria presente su una lozione solare era lei quando era piccola. E poi accende la radio e dice di voler ballare la Macalana. Tutti si mettono a ballare, davanti ad una furiosa Rebecca, che ha ricevuto la sua meritata sconfitta.
- Guest Star: Daniella Monet (Rebecca)
- Nota: in questo episodio è assente Dustin Brooks.

## Una festa dal sapore amaro
- Titolo originale: Chase's Grandma
- Diretto da: Michael Grossman
- Scritto da: Ethan Banville e Arthur Gradstein

### Trama
Si avvicina il compleanno di Chase e Zoey, sapendo quanto l'amico è legato a sua nonna, decide di invitarla all'accademia per fargli un regalo. Ma alla fine la nonna di Chase muore il giorno stesso del compleanno, e l'episodio finisce con Chase che, sotto la pioggia, viene consolato da Zoey, sulle note di "A million raindrops", la canzone preferita della nonna di Chase.
- Guest Star: Xander Corvus (Fleck, uno dei 2 giocatori di Football

## L'appuntamento
- Titolo originale: Quarantine
- Diretto da: Adam Weissman
- Scritto da: Steve Holland

### Trama
Lola e Zoey sono sedute ai bordi della fontana e Lola si sta esercitando ad urlare di paura, per un provino di uno spettacolo teatrale a cui vuole partecipare. Un ragazzo accorre con una mazza da hockey in mano, spaventato dalle urla di Lola. Ma le ragazze lo tranquillizzano divertite. A quel punto si presentano e il ragazzo, che dice di chiamarsi Danny, invita Zoey al cinema quel pomeriggio. Zoey, molto colpita dal fascino di Danny, accetta con piacere e si danno appuntamento davanti al cinema del campus alle 7. Intanto Quinn sta progettando dei nuovi germi e, mentre è intenta nelle sue speculazioni scientifiche, vede il suo fidanzato Mark abbracciare un'altra ragazza e si ingelosisce. Quinn fa rovesciare la provetta contenente i germi e chiama l'unità anticontaminazione e spiega l'accaduto. Gli operatori dell'anticontaminazione le ordinano di far evacuare il dormitorio e di chiudersi in camera, senza uscire fino a quando non stabiliranno se i suoi germi sono innocui. In quel momento, entrano nella camera delle ragazze Chase, Logan e Michael, ignari di quello che sta succedendo. Quando viene spiegata loro la situazione, i tre fanno per darsela a gambe, ma vengono bloccati dagli operatori dell'anticontaminazione, arrivati in quel momento, i quali vietano loro di uscire dalla stanza e dicono di dover prelevare loro del sangue da analizzare. Tutti sono furiosi. I sei ragazzi sono prigionieri nella stanza, mentre si sta diffondendo nel campus la notizia. Quinn tramite webcam parla con Mark, che le dice di doversi vedere con Maria, la ragazza con cui Quinn lo aveva visto abbracciarsi. Quinn è gelosa e ha paura che Mark la possa tradire, ma non può controllarlo finché è bloccata nella stanza. Logan le suggerisce di incaricare qualcuno che segua Mark e Maria e Quinn chiede aiuto a Dustin. Intanto Zoey si ricorda dell'appuntamento con Danny e cerca il suo numero nell'elenco del campus, ma invano dato che non ne conosce il cognome. Sempre Logan suggerisce di chiedere a Dustin di recarsi davanti al cinema e avvisare il ragazzo. Iniziano a nascere dei dissapori tra i ragazzi, dovuti a Quinn e Zoey che litigano su chi Dustin deve aiutare, a Lola che continua ad urlare per esercitarsi, a Chase che ha paura di essere stato infettato dai germi di Quinn e continua a tossire, a Michael che pensa di morire di fame e inizia a divorare gli omogeneizzati di Quinn. Intanto Dustin cerca di soddisfare sia le richieste di Quinn che di sua sorella Zoey. Segue Mark e Maria che si stanno recando al Sushi Rox e, sotto la spinta di Quinn, cerca di rovinare l'appuntamento, facendo spaventare Mark che inizia a soffocare con un involtino di sushi. Poi si reca al cinema e inizia ad urlare il nome di Danny, finché non si volta un ragazzo. Dustin, pensando che sia quello il Danny di Zoey, gli riferisce che Zoey non potrà venire all'appuntamento per un imprevisto. Ma in realtà Dustin ha sbagliato persona e il vero Danny, dopo aver aspettato invano l'arrivo di Zoey, se ne va deluso, pensando di essere stato bidonato. Intanto i ragazzi si sono addormentati, ma vengono svegliati dall'arrivo dell'anticontaminazione che dà loro il permesso di uscire, in quanto i germi di Quinn si sono rivelati innocui. Chase però non si sveglia e Zoey pensa di fargli uno scherzo, proponendo ai ragazzi di fingersi tutti morti per scherzo. Il giorno dopo, Quinn va alla ricerca di Maria per ricordarle che Mark è il suo fidanzato e lei lo deve lasciare stare. Ma in realtà Maria è un'artista che stava facendo un ritratto di Mark che poi quest'ultimo avrebbe regalato a Quinn. Quinn è contenta del quadro e chiede scusa a Maria, sia per averle rubato la sua scarpa destra e sia per averla colpita col laser. Zoey cerca Danny, ma quando lo trova capisce che il ragazzo è molto arrabbiato con lei per avergli dato buca all'appuntamento. Zoey cerca di spiegargli cosa è accaduto, ma Danny pensa che sia una scusa e se ne va. Alla fine però capisce che Zoey sta dicendo la verità e ritorna indietro e i due si incamminano insieme felici.
- Guest Star: Austin Butler (Danifer)

## La radio
- Titolo originale: The radio
- Diretto da: Steve Hoefer
- Scritto da: Ethan Banville e Arthur Gradstein

### Trama
Chase riceve da suo nonno una radio antica e rimane deluso in quanto aveva chiesto un nuovo stereo. Zoey gli chiede se può avere la radio per 5 dollari e un tacos e Chase accetta subito. Lola e Quinn stanno discutendo riguardo all'abilità di baciare dei ragazzi, ma quando Lola chiede a Quinn come bacia il suo fidanzato Mark, Quinn a malavoglia le confessa che non si sono mai baciati. Lola rimane sorpresa in quanto i due sono fidanzati già da due anni. Quinn però tenta di cambiare discorso e quando Zoey entra in camera con la radio avuta da Chase, cercano informazioni su internet. Scoprono che la radio vale un sacco di soldi e Zoey decide di restituirla a Chase e lo va a cercare. Chase però viene a scoprirlo prima e pensa che Zoey non abbia voluto dirglielo e si arrabbia molto con lei. Zoey, sentendosi ferita, decide di tenersi la radio e i due amici litigano. Intanto Quinn cerca in tutti i modi di farsi baciare da Mark, ma questo proprio non sembra intenzionato. Addirittura paga un suonatore di violino per creare un'atmosfera romantica, ma senza risultati. Durante la notte Chase entra di soppiatto dalla finestra nella camera di Zoey, per riprendersi la radio di nascosto. Ma Zoey si sveglia e gli sbatte una torta in faccia. Poiché non riescono a trovare un accordo e questa situazione sta mettendo i ragazzi gli uni contro gli altri, in quanto Lola e Michael stanno dalla parte di Chase e Quinn e Logan dalla parte di Zoey, Quinn propone di utilizzare Mark come mediatore. Dopo aver esposto entrambi i ragazzi le loro motivazioni, Mark senza pensarci due volte afferma che la radio appartiene a Zoey. Quinn ringrazia Mark per aver fatto da mediatore e per aver preso una saggia decisione e mentre sta parlando, lui la bacia improvvisamente. Quinn non capisce perché l'abbia baciata in quel momento e lui dice che l'ha baciata perché in quel momento lei non se l'aspettava. Il giorno dopo, Zoey raggiunge Chase seduto da solo e gli restituisce la radio dicendogli che gliel'avrebbe restituita appena scoperto il valore, ma lui l'aveva accusata e questo l'aveva ferita. I due fanno pace e decidono di dividersi il ricavato della vendita della radio. Ma proprio in quel momento arriva il nonno di Chase che, scoperto l'alto valore della radio, se la riprende e scappa via.
- Nota: in questo episodio è assente Dustin Brooks.

## Una rivale per Quinn
- Titolo originale: Paige at PCA
- Diretto da: Roger Christiansen
- Scritto da: Dan Schneider

### Trama
Una ragazzina di nome Paige Howard fa visita all'accademia suscitando subito la gelosia di Quinn, che si sente inferiore in quanto Paige è molto esperta in campo scientifico. Quinn allora decide di lasciare la scienza per sempre. Quando però Paige mette in pericolo l'accademia a causa di un problema di una sua invenzione, Quinn è l'unica che riesce a salvare la situazione, così decide di ritornare sui suoi passi. Intanto Chase, Michael e Logan devono lavorare insieme ad un esperimento di psicologia, ma Michael è sempre distratto dalla sua fidanzata, ed inizia anche a vedere cose strane, come per esempio una sua foto con un pesce in mano e un nano che suona e balla vestito da sposa, e crede di essere diventato matto.
Guest Star: Miranda Cosgrove (Paige Howard)
- Nota: in questo episodio è assente Dustin Brooks.

## Gara di ballo
- Titolo originale: Dance Contest
- Diretto da: Adam Weissman
- Scritto da: Ethan Banville e Arthur Gradstein

### Trama
Zoey vuole partecipare alla gara di ballo dell'accademia ma Gene, il suo cavaliere, si fa male. Lola invece vuole ottenere il ruolo principale di Margaret in una commedia, ma nel frattempo convince Simon, un ragazzo inglese, ad uscire con lei. Inoltre Michael, Logan e Quinn cercano di vincere il premio clienti della settimana per poter bere un caffè gratis. Chase, per permettere a Zoey di partecipare e di esibirsi davanti ai suoi nonni che la verranno a vedere, si fa dare lezioni di ballo da Logan e Michael. Dopo tanti sforzi però, Chase si addormenta e perde la gara di ballo. Zoey, quando scopre i sacrifici fatti dal suo amico, rimane molto colpita e gli chiede di ballare comunque. I due allora ballano insieme, anche se non possono più partecipare alla gara.
- Nota: in questo episodio è assente Dustin Brooks.

## Favori a catena
- Titolo originale: Favor Chain
- Diretto da: Adam Weissman
- Scritto da: Ethan Banville e Arthur Gradstein

### Trama
Zoey vuole essere accompagnata all'incontro con una scrittrice e lo chiede a Coco. Questa però in cambio del passaggio vuole che lei convinca Michael a cucinarle i suoi famosi ravioli. Zoey chiede a Michael di fare i suoi ravioli, ma Michael non può perché deve fare un progetto con Stacy; allora Zoey convince Stacy a finire il progetto da sola a condizione di organizzarle un appuntamento con Logan. Logan accetta a condizione di farsi ridare l'anello dell'accademia da Dustin dopo avere perso una scommessa. Zoey riesce a convincere Dustin a restituire l'anello a Logan a condizione di convincere Lola a farle da assistente nello spettacolo di magia che ha organizzato. Zoey riesce a convincere Lola a fare l'assistente di Dustin a condizione di trovare un baby-sitter per il figlio del signor Bender. Zoey riesce a convincere Chase a fare da baby-sitter al bambino, ma a condizione di impedire agli "sfigati" di seguirlo continuamente. Zoey riesce a convincere gli sfigati a non seguirlo, ma a condizione di farsi dare da Quinn un sistema operativo di sua invenzione: il "Quindos QP". Zoey cerca di convincere Quinn a farsi dare il sistema operativo, ma Quinn dice che il sistema è perso a causa di Mark che gli ha versato dell'acqua sopra ed è diventato irrecuperabile. Allora tutti sono costretti a tornare alle loro faccende; Michael butta i ravioli (ancora crudi) nella pattumiera. Zoey porta i ravioli da Coco e le spiega la situazione; Coco accetta comunque e accompagna Zoey.

## Le costate di Zoey
- Titolo originale: Zoey's Ribs
- Diretto da: Steve Hoefer
- Scritto da: George Doty IV

### Trama
Zoey riceve una marea di costate da un suo zio passato a miglior vita. Non sapendo che farsene, propone di indire una gara culinaria, dove i partecipanti si sfideranno cucinando le costate. Il giudice di questa gara sarà un famoso critico culinario, Pierre Lemange. Poiché Logan e Michael non riescono ad andare d'accordo, si dividono in due squadre: Zoey e Michael contro Chase e Logan. Michael utilizza la salsa di costate di sua nonna, Logan la sua ricetta per costate. Alla fine si scopre che Pierre Lemange in realtà è un impostore che si finge il famoso critico culinario e all'accademia arriva la polizia che lo arresta. Intanto Quinn, che ha bruciato per sbaglio le sopracciglia di Mark, inventa uno stimolante follicolare che fa ricrescere i peli, ma questo si rivela essere troppo potente e Mark si ritrova con due cespugli al posto delle sopracciglia, mentre Quinn, che aveva sperimentato lo stimolante follicolare sulla sua ascella, si ritrova un ciuffo disgustoso. Alla fine, i due decidono che non possono più nascondersi ed escono allo scoperto, tra gli sguardi sbigottiti e disgustati dei loro compagni.
- Nota: in questo episodio è assente Dustin Brooks.

## La maledizione della PCA - prima parte
- Titolo originale: The Curse of PCA Part 1
- Diretto da: Steve Hoefer
- Scritto da: Dan Schneider

### Trama
Zoey e i suoi amici, dopo aver saputo di una vecchia leggenda su uno studente che era scomparso dalla PCA 50 anni fa, cercano di scoprire che cosa è successo. La leggenda dice che uno studente di nome Charles Galloway, impazzito durante un test difficilissimo, sia corso senza mai fermarsi verso una collina dietro la PCA, e non ne è mai stata ritrovata traccia. Il professore che aveva sostenuto quel test era ora l'insegnante di Zoey, Chase e Logan. Il giorno dopo Zoey, Chase, Logan, Michael, Quinn e Lola partono per il Fosso Infernale, la collina dove Galloway sarebbe sparito accompagnati da Lafe, una guida volontaria trovata da Lola. Dopo qualche ora di cammino, tutti cominciano a capire che Lafe non è una guida e si è perso. La bussola è impazzita, ma per fortuna Quinn ha portato con sé una sua invenzione che le permette di trovare il Fosso Infernale in un attimo, mentre Lola e Lafe proseguono per un'altra strada. Questi ultimi, intanto che Zoey cerca invano di contattarli, riescono a tornare alla PCA, e vedendo che gli altri non sono ancora arrivati li aspettano nella sala comune. Arrivati al Fosso Infernale, Quinn tira fuori dallo zaino un'altra delle sue invenzioni, che poteva rilevare tracce di metalli di vario tipo. Pochi minuti dopo Logan, su indicazione di Quinn, trova nella terra una collanina con il simbolo della PCA e il nome Charles. Soddisfatti di aver risolto il mistero, decidono di lasciare la collana al suo posto, in ricordo di Galloway. Logan però, volendo portare alla PCA delle prove di aver trovato Charles Galloway, infila la collana nello zaino di Zoey. In quel momento si leva una forte tempesta, e dalla tomba di Galloway si leva una nebbia verde: il suo fantasma. Terrorizzati, tutti scappano, ma per la fretta Zoey prende la via sbagliata e cade, storcendosi la caviglia. Per fortuna Chase sente le urla di Zoey e la raggiunge, e visto che Zoey non può camminare la prende in braccio e la porta all'infermeria della PCA. Anche lì però vengono raggiunti dal fantasma, e per miracolo riescono a salvarsi. Logan confessa di aver intascato la collana, e così riescono a riportarla al Fosso infernale prima che faccia buio. Purtroppo l'indomani c'è il test, e nessuno ha studiato. Per fortuna il fantasma di Charles torna e terrorizza il professore, facendo saltare il test e compiendo la sua vendetta.
- Nota: in questo episodio è assente Dustin Brooks.

## La maledizione della PCA - seconda parte
- Titolo originale: The Curse of PCA Part 2
- Diretto da: Steve Hoefer
- Scritto da: Dan Schneider

## Il nuovo slang
- Titolo originale: Drippin' Episode!
- Diretto da: David Kendall
- Scritto da: Ethan Banville e Arthur Gradstein

### Trama
Logan riceve da suo padre il nuovo J-Phone, un telefono uscito in Giappone non ancora diffuso in America, e il DVD di un film horror. Michael inventa la parola slang "grondante" e cerca di diffonderla tra i suoi amici, che però lo prendono in giro. Dustin, nonostante il divieto di Zoey, vede il film horror insieme ai ragazzi e si spaventa così tanto da chiederle di poter dormire nella sua stanza, almeno per una notte. Intanto, durante la notte, nel dormitorio dei ragazzi suona l'allarme e i ragazzi sono costretti a recarsi all'esterno fino a che la situazione non venga chiarita, ma nessuno capisce perché sia suonato l'allarme. Dustin, con la scusa di avere ancora paura, cerca di convincere Zoey a dormire ancora per un po' con lei e quando quest'ultima rifiuta, Dustin si reca dal preside dicendo di voler lasciare l'accademia. Così Zoey è costretta a permettergli di dormire nella sua stanza. Quinn cerca di visitare il cervello di Dustin per individuare la sua paura e toglierla, ma risulta che il bambino non ha paura. Così le ragazze spingono Dustin a dire la verità e quest'ultimo si confida con Zoey, dicendole che voleva passare del tempo con lei perché da quando vivevano all'accademia non passavano più tanto tempo insieme e lui sentiva la sua mancanza. Nel dormitorio dei ragazzi suona nuovamente l'allarme senza motivo. Alla fine si scopre che il nuovo telefono di Logan provoca interferenza e fa scattare l'allarme, così tutti i ragazzi se la prendono con lui per averli svegliati per più notti di seguito e lo picchiano. Alla fine lo slang di Michael si diffonde tra i ragazzi dell'accademia, ma nessuno gli riconosce il merito, dicendogli che "grondante" esiste da sempre.
- Guest Star: Shane Harper (una comparsa)
- Nota: in questo episodio è assente Dustin Brooks.

## Un sorteggio... sospetto
- Titolo originale: Son of a Dean
- Diretto da: Steve Hoefer
- Scritto da: George Doty IV

### Trama
All'accademia viene indetta una lotteria, il vincitore della quale riceverà un biglietto per una première importante. Zoey intanto sta frequentando il figlio del preside Rivers, Lance, che si dimostra molto gentile e disponibile anche con Lola e Quinn facendo loro una serie di favori, come fornire un nuovo materasso a Quinn e un frigo più grande per la loro stanza. Zoey vince la lotteria, e Lance gli dice che andranno insieme alla première perché lui ha l'altro biglietto. Questo suscita i sospetti di Lola e Quinn che accusano Lance di aver truccato la lotteria per far vincere Zoey e andare insieme a lei alla première. Zoey si arrabbia per l'insinuazione, ma alla fine capisce che le sue amiche avevano ragione e lascia Lance da solo alla première.
- Nota: in questo episodio è assente Dustin Brooks.
- Nota: verso la fine dell’episodio, si sente la sigla di ICarly, mentre Lola cerca una nuova suoneria per il cellulare

## Chi la dura la vince
- Titolo originale: Hands on a Blix Van
- Diretto da: David Kendall
- Scritto da: Jeffrey Bushell

### Trama
All'accademia è stata indetta una gara che consiste nel tenere appoggiata, per il maggior tempo possibile, la mano sul camion di un furgone Blix. Il premio per il vincitore è un viaggio per due persone in qualsiasi parte del mondo su un jet privato Blix. Fra le molte persone determinate a vincere, Logan è il più scorretto in quanto cerca di battere gli altri mentendo sulla rottura di una gamba, spaventando gli studenti o starnutendo sulle loro mani. Intanto, Mark dice a Quinn che ha problemi di alito e così lei inventa un nuovo spray per l'alito e lo prova, scoprendo che funziona, ma da quel momento in poi inizia a ridere e non riesce più a fermarsi. Lola cerca in tutti i modi di farla smettere e pur di riuscirci bacia Mark, facendo arrabbiare Quinn che smette di ridere. Dopo una piccola lite, le due fanno pace e fanno un giro insieme.

Nel frattempo la competizione prosegue e i finalisti sono Zoey e Logan. Dopo 23 ore e 57 minuti di gara ininterrotta, Zoey dice a Logan che se togliessero le mani nello stesso momento, vincerebbero entrambi. I due allora contano fino a tre e Logan toglie la sua mano, ma Zoey no e vince.
- Nota: in questo episodio è assente Dustin Brooks.

## Miss PCA
- Titolo originale: Miss PCA
- Diretto da: David Kendall
- Scritto da: George Doty IV

### Trama
È stato indetto da Logan un concorso di bellezza a cui tutte le ragazze possono partecipare. Lola e Zoey si iscrivono, ma finiscono per mettersi l'una contro l'altra, dimostrando che i concorsi di bellezza tirano fuori il peggio delle persone. Quando inizia il concorso, la sciarpa di Lola cade nel fango e la ragazza incolpa Zoey di avergliela fatta cadere di proposito, poi prende del fango e glielo lancia sul vestito; Zoey si infuria e gliene lancia un po' anche lei. Tra le due scoppia una lite furibonda durante la quale si buttano in una vasca di fango, ma fanno pace subito dopo ritornando amiche, poi buttano giù Logan e lo ricoprono di fango. Intanto Michael prova a far ridere Quinn dicendo barzellette sulle melanzane, sulla scienza e abbassandosi i pantaloni fino alle caviglie, ma senza successo. Quando però Michael vede Lola e Zoey litigare nel fango ed esclama: "Ragazze, sempre a combattere lo sporco" Quinn si mette a ridere e Michael si rallegra per averla fatta ridere. Ma appena va via, Quinn torna subito seria perché voleva far credere a Michael che avesse trovato divertente la sua battuta anche se non era vero. Alla fine Lola e Zoey sono tornate amiche e stanno riempiendo Logan di fango, mentre Quinn e Chase vanno a prendersi un caffè.
- Nota: in questo episodio è assente Dustin Brooks.

## Il guaio di essere ricchi
- Titolo originale: Logan Gets Cut Off
- Diretto da: Adam Weissman
- Scritto da: Dan Schneider

### Trama
Logan compra una macchina molto costosa e il padre per punirlo gli toglie tutti i soldi e le carte di credito. Senza i suoi soldi Logan non sa come affrontare le piccole cose, come fare il bucato, asciugarsi i capelli e scrivere i suoi compiti al computer. Così gli amici gli danno una mano, ma poi scoprono che Logan ha riavuto dal padre i soldi e le carte di credito ma non ha detto niente per continuare ad essere servito dai suoi amici. Così escogitano la vendetta.
- Nota: in questo episodio è assente Dustin Brooks.

## Arrivederci, Zoey - prima parte
- Titolo originale: Goodbye Zoey? Part 1
- Diretto da: Steve Hoefer
- Scritto da: Dan Schneider

### Trama
I genitori di Zoey arrivano alla PCA con una notizia per Zoey e Dustin: il padre ha avuto un nuovo lavoro in Inghilterra e per i due ragazzi c'è la possibilità di trasferirsi e di frequentare il prestigioso college di Covington. Dustin rifiuta, Zoey invece dice che ci deve pensare. Prima si consulta con i suoi amici, poi va a cercare Chase per sentire il suo parere. Intanto la voce che Zoey avrebbe lasciato l'accademia viene diffusa da Stacy. Questa voce giunge all'orecchio di Chase che rimane deluso. Quando Zoey bussa alla camera di Chase, quest'ultimo la tratta con indifferenza e freddezza: Zoey se ne va, delusa. L'atmosfera è triste per tutti, ma Chase sembra l'unico poco interessato alla notizia e Michael cerca di capirne il motivo. Tutti i compagni sono riuniti per dare l'ultimo saluto a Zoey che è sul punto di partire, ma Chase non c'è. La sera Michael trova Chase ad allenarsi sulle battute a beach volley e lo rimprovera per non essere andato a salutare Zoey. Chase ammette di essersi arrabbiato per la partenza di Zoey; Michael gli dice che Zoey non sarebbe partita se lui le avesse detto di non farlo e che il suo parere era quello che per lei contava di più. Chase si rende conto dell'errore commesso e cerca di chiamare Zoey, ma inutilmente in quanto l'aereo per l'Inghilterra è già decollato.

## Arrivederci, Zoey - seconda parte
- Titolo originale: Goodbye Zoey? Part 2
- Diretto da: Steve Hoefer
- Scritto da: Dan Schneider

### Trama
Chase si mette in contatto con Zoey tramite videochat, le spiega perché non l'ha salutata il giorno della partenza a Londra e la ragazza, anche se ancora ferita del suo comportamento, accetta le sue scuse, ma non tornerà all'accademia solo per questo perché non vuole deludere i genitori. Nel frattempo Stacey prende il posto di Zoey nella Camera 101, per tenere compagna a Lola e Quinn che sentono la mancanza di Zoey, ma Stacey le fa solo uscire di testa senza che se ne accorgano. Chase intanto inizia a frequentare una ragazza, Gretchen, che ha dei modi sgarbati e disgustosi ma assomiglia fisicamente a Zoey, di cui sente la mancanza, e cerca di nasconderlo, ma i ragazzi non se la bevono e lo chiudono in camera con loro per costringerlo ad ammettere che soffre per l'assenza di Zoey; solo quando Logan distrugge un peluche che Zoey gli aveva regalato, Chase finalmente cede e in lacrime ammette di star soffrendo perché sente la mancanza di Zoey, ammettendo anche che le manca soprattutto perché è innamorato di lei, all'insaputa di tutti; tra l'altro Micheal per sbaglio attiva una videochat con Zoey, senza accorgersene, e Zoey assiste a tutta la scena tramite la webcam, e sente tutto quello che Chase ha detto ai ragazzi, inclusa la parte in cui confessa di essere innamorato di lei fin dal primo giorno che si sono conosciuti.